# Oldzsati grúz királyné
Oldzsati (? – 1302 előtt) vagy Oldzsat (Hanum/Hatun), mongol neve: Öldzsetej, névváltozata: Olga, grúzul: ოლჯათი, mongolul: Өлзийтэй, perzsául: اولجاث, latinul: Olga, regina Georgiae, mongol-perzsa ilhanida hercegnő, kétszeres grúz királyné.

## Élete

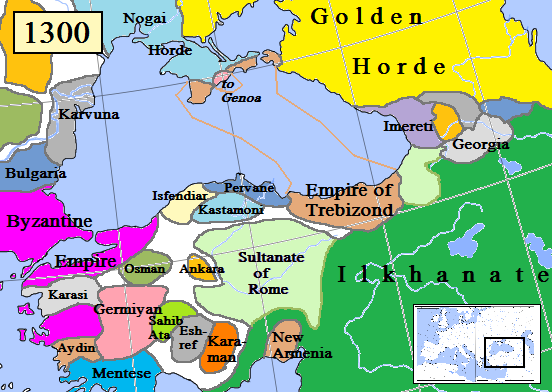
A Grúz Királyság és az Ilhanida Perzsia (Irán)1300-ban.

Édesapja Abaka, perzsa ilhán, édesanyja Palaiologosz Mária (Deszpina Hatun), VIII. Mihály bizánci császár természetes lánya N. Diplobatatzaina úrnőtől. 